# دنیس بوردونکل
دنیس بوردونکل (انگلیسی: Denis Bourdoncle؛ زادهٔ ۱۷ اکتبر ۱۹۶۴) بازیکن فوتبال اهل فرانسه است.
از باشگاه‌هایی که در آن بازی کرده‌است می‌توان به باشگاه فوتبال بوردو، باشگاه فوتبال ستاره سرخ، و باشگاه فوتبال استاد رنس اشاره کرد.